# Paraphotistus nigricornis
Paraphotistus nigricornis là một loài bọ cánh cứng trong họ Elateridae. Loài này được Panzer miêu tả khoa học năm 1799.